# バレーボール使い 郷田豪
『バレーボール使い 郷田豪』（バレーボールつかい ごうだごう）は、『週刊少年ジャンプ』（集英社）2007年15号～39号まで連載されていた高橋一郎による少年漫画作品。
バレーボール競技を題材としたスポーツ漫画ではなく、ボールそのものを自在に操る主人公を中心としたドタバタ系コメディ漫画（ただし、後期はシリアスな展開が続いていた）。連載話数の単位は、「Go!Go-」。

## あらすじ
冴えない故に退屈な日常を過ごしていた高校生の須藤ネオの前に、突然「バレーボール使い」と称する転校生・郷田豪が現れる。ネオが豪の非常識な行動に振り回される日々が始まった。

## 登場人物

### 主役
郷田 豪（ごうだ ごう）
本作の主人公で、「バレーボール使い」と自称する。ただしバレーボールを本来の球技として使うことはなく（本人も使う気はない）、殴る、投げる、守る、といった一種の武具として使うことが多い。身長195cm（田中ゆーじろーの目測で、本人は測ったことがない）を誇る大男で、丈が短い学ランを着ており、髪を立てている。デリケートで、「足が臭そう」などと言われると傷つく。趣味はギャンブルで、夢は「仲間を作ること」。無類の猫好き。なお、自分の学校の制服を着ない理由は「味が苦くて嫌いだから」。たまに独特な奇声を上げる。予知夢で何年か先のことまで予知する事ができる。
バレーボールそのものをこよなく愛する。前園雀昭の「エローホーン」を読んだときも、女性のセミヌードではなくバレーボールについての感想をもらしていた。前述の通り、バレーボールの使い方は独特で、なかでもバレーボール占いを得意とする。更に最終話にて、「バレーボールの遠隔操作」と、「バレーボールを手を使わずに浮かせること」が可能となった。
双子にずっと憧れていた上、須藤ネコを本物の猫だと勘違いし、いきなりネコにプロポーズまがいのことをした（豪本人はプロポーズの意味がわかっておらず、したつもりもない。ただ「ネコと双子が欲しかった」だけである）。しかし豪はまだ16なので、ネコの両親合意の上、ネコの婚約者となった。
非常識で人の言葉を間違った意味で捉えることが多い一方、仲間を誰よりも大切にしている。滅多なことでは本気で怒らない優しい性格だが、黒田がネオをいじめていたことを知ったり、丹波零空に仲間を傷つけられたときは激怒した。
須藤 ネオ（すどう ネオ）
本作のツッコミ役。名前を漢字にすると「寝夫」。身長は162cm（ゆーじろーの目測より）。
居眠り運転のトラックに轢かれそうになった所を豪に助けられ、豪と出会った。豪のバカな行動にいつも振り回されている。
同じクラスの旅野緋乃に憧れを抱いており、一度告白しようとしたが失敗した。
バレーボールが大好きで、中学の時はバレーボール部に所属していたが、「才能が無いから辞めろ」といじめを受け退部。その後、豪の説得によってもう一度バレーボールを始めることを決意。だが、成り行きで豪のバレーボール使い部に無理矢理入部させられてしまった。
須藤 ネコ（すどう ネコ）
ネオとは双子（姉なのか妹なのかは不明）で、本作品のヒロイン。名前を漢字で書くと寝虎。ネオよりも背が少し高い美少女で、モデルをやっている。
ストーカーである杉越翔陽を退治してくれた豪に惚れ、豪にプロポーズされたと勘違いし（豪は全くそのつもりはない）、豪との結婚を宣言。その後両親の合意の上、豪と婚約する。豪と一緒にいたい為、ネオの通っている舞網高校に転入してきた。二人の不良を一人でやっつけるなど、かなり強い。

### クラスメイト
旅野 緋乃（たびの ひの）
ネオが憧れるクラスメイトの美少女。あだ名は「ピノちゃん」。杉越のことが好き。3サイズはB84・W56・H84。バレーボール部所属。
杉越 翔陽（すぎごえ てるき）
ネオ曰く「世界一の秀才」。目をつぶってテストを受けても100点を取れるらしい。右目下に100点と書いてある（幼稚園時代は、100点でなく二重花丸であった）。本人はこの100点表記に全く気付いていない。根は超ド変態。口癖は「計算通り」。
「正義のヒーローウルトライダー」としてネコをストーキングし、ネコの男友達を病院送りにしていた張本人。それはネコとの約束を守るためで、本人はストーカーのつもりはない。
豪からは「ボール使いの中でも最小のボールを使うペンボール使い」だと思われている。実際に戦闘の時にはボールペンを使う。

カサミ ヤスヒロ
五分刈り頭で、1年1組唯一のチンピラ。杉越のノートを強奪し、楽をしようとしたが逆に杉越にハメられ、テロリストにされてしまった。その後しばらく出番がなかったが、バレーボール対決で丹波組に参加した。だが、ほとんど活躍はしていない。
歌が苦手で、中学の時に行ったカラオケで白神行宇に歌声を録音されてしまい、弱みを握られていた。その後、豪によって録音されていた歌声は消去され、豪の仲間となった。
2組のアキとミナの両方に片想いしている。

田中 ゆーじろー（たなか ゆーじろー）
お笑い芸人を目指している。ネオのクラスの学級代表。眼鏡をかけており、額にホクロがある。ガリマッチョ。一人称は「我（われ）」。特技は目測で人の身長を測ること。豪とネオを天然漫才コンビとしてライバル視している。
笑いのために毎日、腹筋背筋腕立て100回を3セットにヒンズースクワット1000回、更に5km走ることを欠かさずやっている。
「学校で一番のひょうきん者になる」と日夜努力を重ね、クラスの人気者にもなったが、どうしても氷湊クルだけは笑わすことが出来ないでいた。その「どうしても氷湊を笑わせたい」という気持ちは氷湊への好意によるものだと言うことを豪によって気付かされ、氷湊に告白した。しかし、豪がペンでゆーじろーの額に書いた「大好きです」という文字が、ホクロのせいで「犬好きです」となったせいで彼女に思いは伝わっておらず、「犬好きの人」と思われている。自分と氷湊はカップルだと勝手に思いこんでいる。
必殺技は田中パンチ。
氷湊 クル（ひみなと クル）
ゆーじろーのギャグに唯一笑わない女の子。身長は146cm（ゆーじろーの目測）。寒がりで、一年中厚着をしている。なお、マフラーは兄である氷湊蘭丸の自作である。
笑わないのは相手に失礼にならないためらしいが、豪とネオのやり取りに対しては笑っていた。ゆーじろーの変顔を見たときも必死で笑いを堪えていた。
よく読む本はサスペンスやミステリー。ゆーじろーが入院中、「犬好き」という事を思い出したのかお見舞いに犬の本を持っていった。

### 1年2組
白神行宇（しらかみ こう）
元サッカー部の男子生徒。乙女座。カサミの弱みを握っていたが、豪に声フェチをバラされた。

### 2年生
黒田 カンタ（くろだ カンタ）
2年2組。バレー部。黒田がネオをいじめていた事を知った豪にぶっ飛ばされ、その後しばらく出番がなかったが、バレーボール対決にて丹波組で参加。ネオを動揺させようとしたり、ゆーじろーを「穴」と罵るが、豪のスパイクが取れなかったために逆に豪に「穴」扱いされてしまった。

### 3年生
前園 雀昭（まえぞの じゃくしょう）
舞網高校の風紀委員長。空手黒帯の実力者。丹波に「カリスマ」と言われるほどの男。昔は校内の風紀を乱すものは絶対に許さない性格だったが、豪によって実はエロ本やジャンプを愛読していることを生徒たちにばらされ、豪の一喝によって好きなことを堂々とできる人間になった。同じことを2回言う癖がある。豪と自分の女性の趣味が完璧に合っていると勘違いしている。エロ本は全種類を二冊ずつ買っている（保存用と観賞用）。
ジャム（じゃむ）
不良。通称「天井のジャム」。前園に天井から襲いかかるが一撃でノックアウトされた。
その後、丹波の信用を取り戻すために剣山を使ってネオたちを襲うが、蘭丸に返り討ちにされた。この時に通り名を「地上のジャム」に変更している。

### 風紀委員四天王
- 強大な力を持つ風紀委員のことで、舞網高校の番をはっている。必ず顔のどこかにハートのようなマークが見えるのが特徴。バレー対決で丹波が豪に敗れてからは、「バレーボール使い部四天王」として活躍しているらしい。

城 イサム（じょう イサム）
通称トイレのマジシャンこと「トイレのジョー」。高校生とは思えない顔つきをしており、口髭がハート型になっている。「風紀の乱れはトイレから」をモットーに、トイレに潜み風紀の乱れを監視している。学校のトイレという空間におけるプロで、トイレでのバトルは無敗を誇っている。戦闘では、ラバーカップや便器の内側をこする棒（つるぎ）、弾切れ無しのホースの水（ウォータービーム）を武器に戦う。得意技は床に洗剤をまく「床にまいた洗剤（マジックイーン・オン・ザ・フロア）」。豪に破れ、豪の説得により仲間となる。
世界中のトイレは自分の城らしい。一定時間トイレから離れると死んでしまうらしく、そのたびに「チャージ」（要するにトイレに引き籠る）が必要となる。要する時間は3時間。トイレというものが誕生した古の時代から存在している。
「どこでもトイレ」を使って自由に移動することが出来る。
椎名 ジュン（しいな ジュン）
通称「CJ」。身長189cm、ポジションPF。NBAのプロスカウトにも目を付けられている天才高校生で、全日本Jr.代表。ギャグのセンスは最低。額にハートがある。緋乃を人質に取り、豪とフリースローで対決するも、豪の非常識な力の前に敗退。バレーボール対決では丹波の「仲間」として、豪たちを丹波に勝たせるために豪たちのチームに参加。
氷湊 蘭丸（ひみなと らんまる）
氷湊クルの兄で、「毛糸ボール使い」。通称「ケンカ屋蘭丸」。CJと共に行動している。カッターを持ち歩く残忍かつサディスティックな性格の持ち主で、CJからは「脅しの天才」と呼ばれている危険人物。ハートは右頬にある。実は極端なシスコンである。
丹波 零空（たんば れいくう）
風紀委員長。額部分の前髪がハートマークになっている。四天王の中では最も強く、最も卑劣な男。大勢の不良の弱みを握っており、不良達を自分の意のままに操る。目的達成のためには手段を選ばない。
実はバレーボール部の主将で、バレーボール使い部である豪を「バレーボールを馬鹿にした」と言う理由で嫌っている。
二年の時、他のバレーボール部員全員から自分の才能を嫉妬され、公式戦をボイコットされた過去を持つ。

### 教師
宮田（みやた）
フクロウに似た顔の、英語が出来ていない英語教師。宿題を忘れた生徒に、「英語を使ったオリジナルの一発ギャグを3回繰り返させる」という罰を科すのが定番だったが、「廊下へ立たせる」に方針を変えた。自分で英語を組み合わせて勝手な造語を作っている。
バレーボール部の顧問。だが、彼のスパルタ指導に対して多くの部員が反発している。
実は、丹波とカズシの父親（なぜ名字が違うのかは不明）。
源 カズシ（みなもとの カズシ）
豪たちの学校の新任教師でバレーボール部の新コーチ。豪たちが海合宿に来たとき、砂に埋まっていた。自らを放浪者と名乗り、ホームレス紛いの生活をしている。実は丹波の兄。

### その他の人物
須藤父
ネオとネコの父。あっさりと豪とネコの婚約を認めた。
須藤母
ネオとネコの母。父とともに現れたが、その後登場していない。
義坐 持手男（ぎざ もてお）
ネコと杉越の幼稚園にいたチューリップ組の園児で、子供とは思えないヤクザのような顔をしている。自分の子分を倒したネコに仕返ししたが、ネコの返り討ちにあった。
季羅々（きらら）
前園が持っている「エローホーン」に載っていたグラビアアイドル。
阿仁井 アユ（あにい アユ）
前園のことを尊敬している。
芦屋アツシ（あしや アツシ）
阿仁井と同じく、前園のことを尊敬している。一人称は「あっし」。

## 単行本
コミックス全3巻。
- 第1巻 ISBN 978-4-08-874390-5 2007年7月4日発行
- 第2巻 ISBN 978-4-08-874455-1 2007年10月4日発行
- 第3巻 ISBN 978-4-08-874457-5 2007年12月4日発行